# Compiz
Compiz è un compositing window manager per X Window System. Si tratta in sostanza di un software che gestisce sia l'estetica e il piazzamento delle finestre delle applicazioni sia una serie di effetti che possono essere applicati a tali finestre (a partire da semplici effetti di ombreggiatura fino ad arrivare a complessi effetti tridimensionali).
Compiz è stato il primo software di questo tipo a sfruttare le librerie OpenGL e di conseguenza la potenza delle schede video per gestire tali effetti.

## Storia
Il 24 dicembre del 2009 è stato rilasciato un annuncio in cui si dava il via alla riscrittura dell'intero codice di Compiz in C++. Dopo numerosi ritardi il 4 luglio 2010 è stata distribuita la versione 0.9.0.

## Caratteristiche

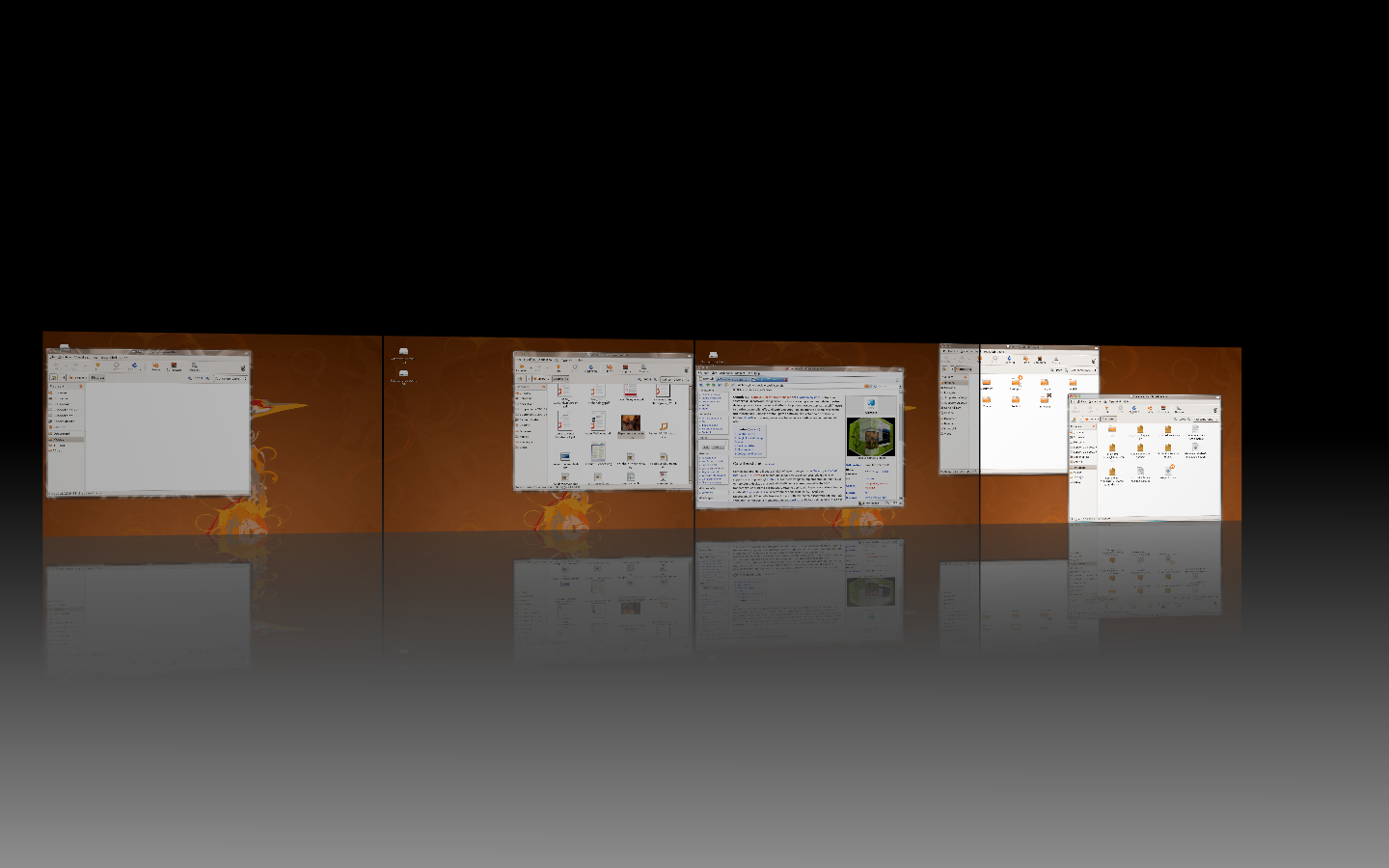
Effetto expo di Compiz

Compiz può prendere il posto di altri window manager come Mutter in GNOME, KWin in KDE e xfwm4 in Xfce. In tal modo vengono implementati all'interno dei vari ambienti desktop una serie di effetti come un uso generalizzato delle trasparenze, un sistema per mostrare tutte le applicazioni aperte allo stesso tempo simile al Mission Control di macOS o un selettore di applicazione (ALT-TAB) con anteprime in tempo reale delle finestre. I due effetti più conosciuti sono la mappatura dei vari desktop sulle facce di un cubo in 3D e le finestre tremolanti come se fossero di gelatina quando vengono spostate.

## Forks

### Beryl
Beryl è il nome del fork di Compiz voluto principalmente da una hacker di nome Quinn Storm. La nascita di Beryl è stata annunciata il 19 settembre 2006.
I due progetti hanno comunque continuato a seguire strade parallele specialmente nel funzionamento di base del programma. Per tale motivo nell'aprile 2007 le due comunità hanno deciso di riunire i due progetti lasciando al core del software il nome originale "Compiz" ed assegnando all'insieme dei plug-in e delle applicazioni sviluppati dalla comunità il nome "Compiz Fusion".